# Aeroportul Tirios
Aeroportul Tirios (IATA: OBI, ICAO: SBTS) este un aeroport din Óbidos, Pará, Brazilia. Aeroportul a fost tranzitat în 2021 de 0 pasageri.
Situat la o altitudine de 344 m, aeroportul dispune de o singură pistă.